# 川の子クークー
川の子クークー（かわのこクークー）は、NHK教育テレビジョンで1981年4月6日から1983年3月14日まで放送された人形劇である。「幼稚園・保育所の時間」生活指導番組である。

## 概要
河童の男の子クークーと熊の子ポーポーをメインに、仲間達が繰り広げる冒険を描いた動物人形劇である。基本的には愉快な喜劇だが、焦ったクークーが墜落して意識を失ったり、仲良くなったゲストキャラとそれぞれの事情で別れざるを得なくなったりと、かなりシビアな場面も多い。

## 放送時間
| 期間     | 本放送               | 再放送                                   |
| -------- | -------------------- | ---------------------------------------- |
| 1981年度 | 月曜日 10:30 - 10:45 | 火曜日 9:15 - 9:30・水曜日 15:20 - 15:35 |
| 1982年度 | 月曜日 10:30 - 10:45 | 火曜日 9:15 - 9:30・水曜日 15:15 - 15:30 |

## 声の出演
- クークー：太田淑子
主人公。銀髪の河童の男の子。空を飛ぶ事を夢見、カッパの仙人に神通力の免許を貰うため修行の旅に出る[1][2]。少々せっかちな所もあるが、ここと言う時は男気を出す。旅を通じて心身共に着実に成長して行く。
- ポーポー：井上瑤
準主役の熊の男の子。クークーを慕い旅に同行する[1][2]。根っからのボケ体質で時としてクークー達に突っ込まれるが、実は頭の回転が早く、有益なアイデアを思いつく。
- スイスイ：貴家堂子
クークーの妹。栗色のツインテールが特徴。クークーやポーポーと旅をする。年の割にしっかり者の上、家庭的で優しい性格の持ち主。
- クークーの父：雨森雅司
- クークーの母：前田敏子
- ポーポーの母：友部光子
- ヤークン：辻シゲル
- ドークン：田の中勇
- カリカリ：高坂真琴
- モグモグ：山本圭子
- 龍：渡部猛
- 山椒魚のおじいさん：中村正
- カッパの仙人：斎藤隆
- サルのおじいさん：田中信夫
- イヌのおじいさん：野本礼三
- ズルズル：納谷悟朗
- ダラダラ：今西正男
- ピョンピョン：山崎唯
- 仙人：若山弦蔵
- カラス：桜本昌弘
- 語り：渋沢詩子

## スタッフ
- 作：関功[2]
- 音楽：三枝成章[2]
- 人形美術：田中まさを[2]
- 人形操作：古賀伸一[2]、吉村福子[2]、山根宏章[2]

## 主題歌
「川の子クークー」
- 作詞：柴田陽平
- 作曲：三枝成章
- 歌：鳥塚しげき
- アニメーション：月岡貞夫

## 放送リスト
1981年度
1. 1981年04月06日
2. 1981年04月20日
3. 1981年04月27日
4. 1981年05月11日
5. 1981年05月18日
6. 1981年05月25日
7. 1981年06月01日
8. 1981年06月08日
9. 1981年06月15日
10. 1981年06月22日
11. 1981年06月29日
12. 1981年07月06日
13. 1981年07月13日
14. 1981年08月31日
15. 1981年09月14日
16. 1981年09月21日
17. 1981年09月28日
18. 1981年10月05日
19. 1981年10月12日
20. 1981年10月19日
21. 1981年10月26日
22. 1981年11月02日
23. 1981年11月09日
24. 1981年11月16日
25. 1981年11月30日
26. 1981年12月07日
27. 1981年12月14日
28. 1981年12月21日
29. 1982年01月11日
30. 1982年01月18日
31. 1982年01月25日
32. 1982年02月01日
33. 1982年02月08日
34. 1982年02月15日
35. 1982年02月22日
36. 1982年03月01日
37. 1982年03月08日
38. 1982年03月15日

1982年度
1. 1982年04月05日
2. 1982年04月12日
3. 1982年04月19日
4. 1982年04月26日
5. 1982年05月10日
6. 1982年05月17日
7. 1982年05月24日
8. 1982年05月31日
9. 1982年06月07日
10. 1982年06月14日
11. 1982年06月21日
12. 1982年06月28日
13. 1982年07月05日
14. 1982年08月30日
15. 1982年09月06日
16. 1982年09月13日
17. 1982年09月20日
18. 1982年09月27日
19. 1982年10月04日
20. 1982年10月18日
21. 1982年10月25日
22. 1982年11月01日
23. 1982年11月08日
24. 1982年11月15日
25. 1982年11月22日
26. 1982年11月29日
27. 1982年12月06日
28. 1982年12月13日
29. 1983年01月10日
30. 1983年01月17日
31. 1983年01月24日
32. 1983年01月31日
33. 1983年02月07日
34. 1983年02月14日
35. 1983年02月21日
36. 1983年02月28日
37. 1983年03月07日